# Sargassaceae
Famille
Synonymes
- Cystoseiraceae[2]

Les Sargassaceae sont une famille d’algues brunes de l’ordre des Fucales. Elles sont généralement fixées aux rochers le long des côtes des régions tempérées ou présentes sous forme d'algues pélagiques en haute mer.

## Étymologie
Le nom vient du genre type Saragassum, dérivé du mot portugais « sargaço » ou de l’italien « sargasso » ou de l’espagnol « sargazo », signifiant « varech ».
Le mot attesté depuis au moins 1597 provient de la « Mar dos Sargaços », mer située à l’ouest des Îles Canaries « ainsi nommée, par les Portugais, à cause du Sargasso, ou Cresson, dont elle est couverte »,.

## Liste des genres
Selon AlgaeBase (4 février 2019) :
- Abrotanifolia Stackhouse
- Acinaria Donati
- Acrocarpia Areschoug
- Acystis Schiffner
- Algogrunowia O.Kuntze
- Anthophycus Kützing
- Axillariella P.C.Silva
- Baccalaria S.F.Gray
- Bifurcaria Stackhouse
- Blossevillea Decaisne
- Brassicophycus Draisma, Ballesteros, F.Rousseau & T.Thibaut
- Carpacanthus Kützing
- Carpodesmia Greville
- Carpoglossum Kützing
- Carpophyllum Greville
- Castraltia A.Richard
- Caulocystis Areschoug
- Cladophyllum Bula-Meyer
- Coccophora Greville
- Cystophora J.Agardh
- Cystophyllum J.Agardh
- Cystoseira C.Agardh
- Enchophora J.Agardh
- Gongolaria Boehmer
- Halerica Kützing
- Halidrys Lyngbye
- Halochloa Kützing
- Hizikia Okamura
- Hormophysa Kützing
- Landsburgia Harvey
- Monilifera Stackhouse
- Moniliformia J.V.Lamouroux
- Myagropsis Kützing
- Myriadenia J.Decaisne
- Myriodesma Decaisne
- Neoplatylobium O.C.Schmidt
- Neurothalia Sonder
- Nizamuddinia P.C.Silva
- Oerstedtia Trevisan
- Palaeohalidrys N.L.Gardner
- Phycobotrys Kützing
- Phyllacantha Kützing
- Phyllotricha Areschoug
- Platylobium Kützing
- Platythalia Sonder
- Polycladia Montagne
- Pterocaulon Kützing
- Pycnophycus Kützing
- Sargassopsis Trevisan
- Sargassopsis Nizamuddin, Hiscock, Barratt & Ormond
- Sargassum C.Agardh
- Scaberia Greville
- Scaenophora J.Agardh
- Sirophysalis Kützing
- Spongocarpus Kützing
- Stephanocystis Trevisan
- Stichophora (Endlicher) Kützing
- Stokeyia F.Thivy & Y.A.Doshi
- Stolonophora M.Nizamuddin
- Treptacantha Kützing
- Turbinaria J.V.Lamouroux
- Xiphophyllanthus Kuntze

Selon Catalogue of Life (4 février 2019) :
- Acrocarpia
- Acystis
- Anthophycus
- Axillariella
- Bifurcaria
- Brassicophycus
- Carpoglossum
- Carpophyllum
- Caulocystis
- Cladophyllum
- Coccophora
- Cystophora
- Cystoseira
- Halidrys
- Hizikia
- Hormophysa
- Landsburgia
- Myagropsis
- Myriodesma
- Nizamuddinia
- Oerstedtia
- Palaeohalidrys
- Phycobotrys
- Platythalia
- Sargassopsis
- Sargassum
- Scaberia
- Stolonophora
- Turbinaria

Selon World Register of Marine Species (4 février 2019) :
- Acrocarpia Areschoug, 1854
- Acystis Schiffner, 1934
- Anthophycus Kützing, 1849
- Axillariella P.C.Silva, 1959
- Bifurcaria Stackhouse, 1809
- Brassicophycus Draisma, Ballesteros, F.Rousseau & T.Thibaut, 2010
- Carpoglossum Kützing, 1843
- Carpophyllum Greville, 1830
- Caulocystis Areschoug, 1854
- Cladophyllum Bula-Meyer, 1980
- Coccophora Greville, 1830
- Cystophora J.Agardh, 1841
- Cystoseira C.Agardh, 1820
- Halidrys Lyngbye, 1819
- Hizikia Okamura, 1932
- Hormophysa Kützing, 1843
- Landsburgia Harvey, 1855
- Myagropsis Kützing, 1843
- Myriodesma Decaisne, 1841
- Nizamuddinia P.C.Silva, 1996
- Oerstedtia Trevisan, 1848
- Palaeohalidrys N.L.Gardner, 1924
- Phyllacantha Kützing, 1843
- Platythalia Sonder, 1845
- Polycladia Montagne, 1847
- Sargassopsis Trevisan, 1843
- Sargassum C.Agardh, 1820
- Scaberia Greville, 1830
- Stephanocystis Trevisan, 1843
- Stolonophora Nizamuddin, 1969
- Turbinaria J.V. Lamouroux, 1825

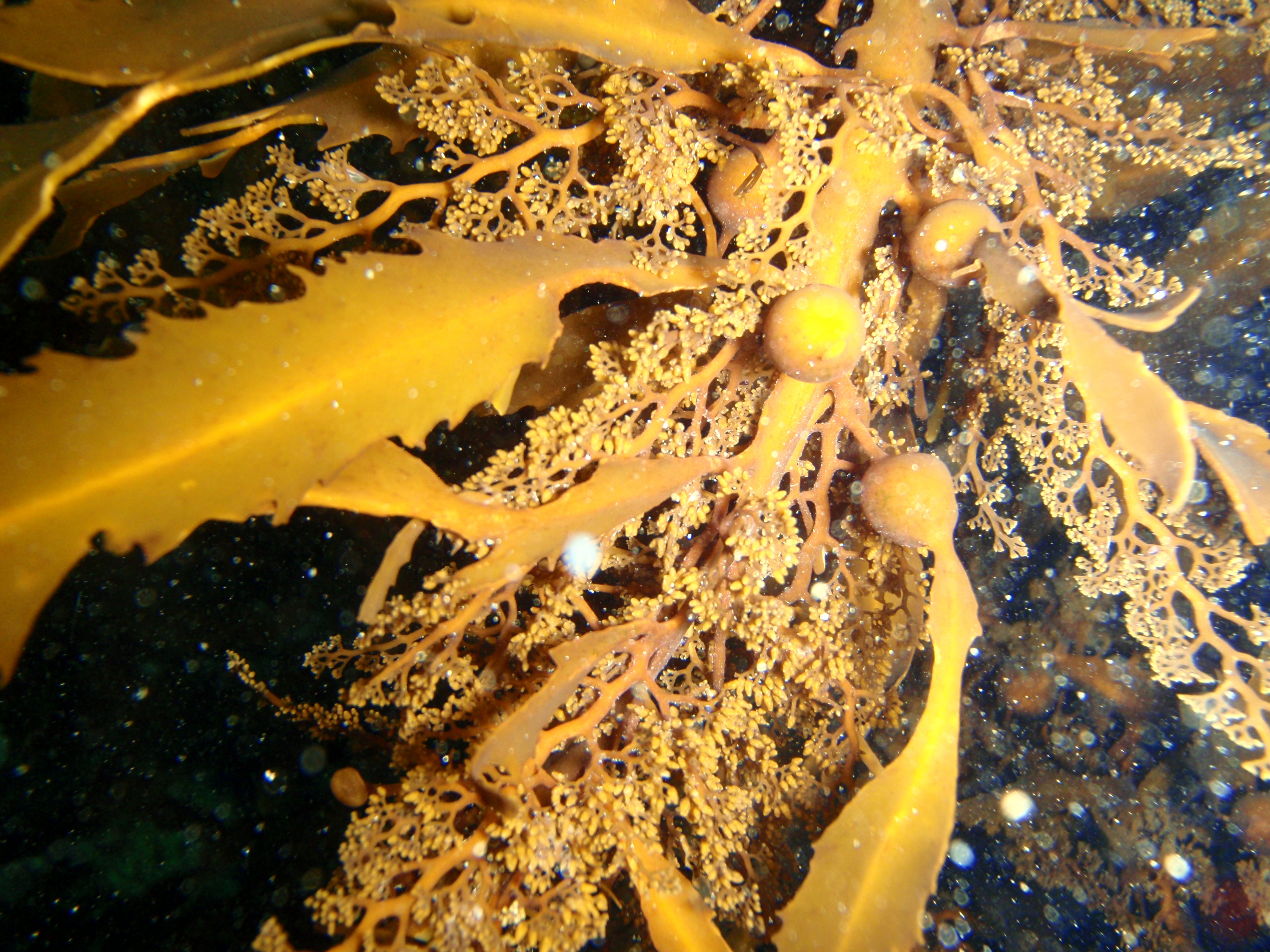
Photographie d’Anthophycus longifolius.
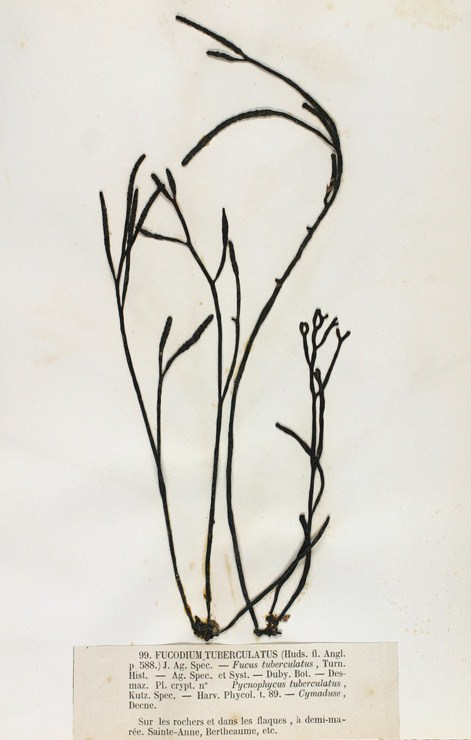
Bifurcaria bifurcata, planche de l’herbier des frères Pierre-Louis et Hippolyte-Marie Crouan.
Carpophyllum plumosum, planche de l’herbier du Museum d’Auckland.
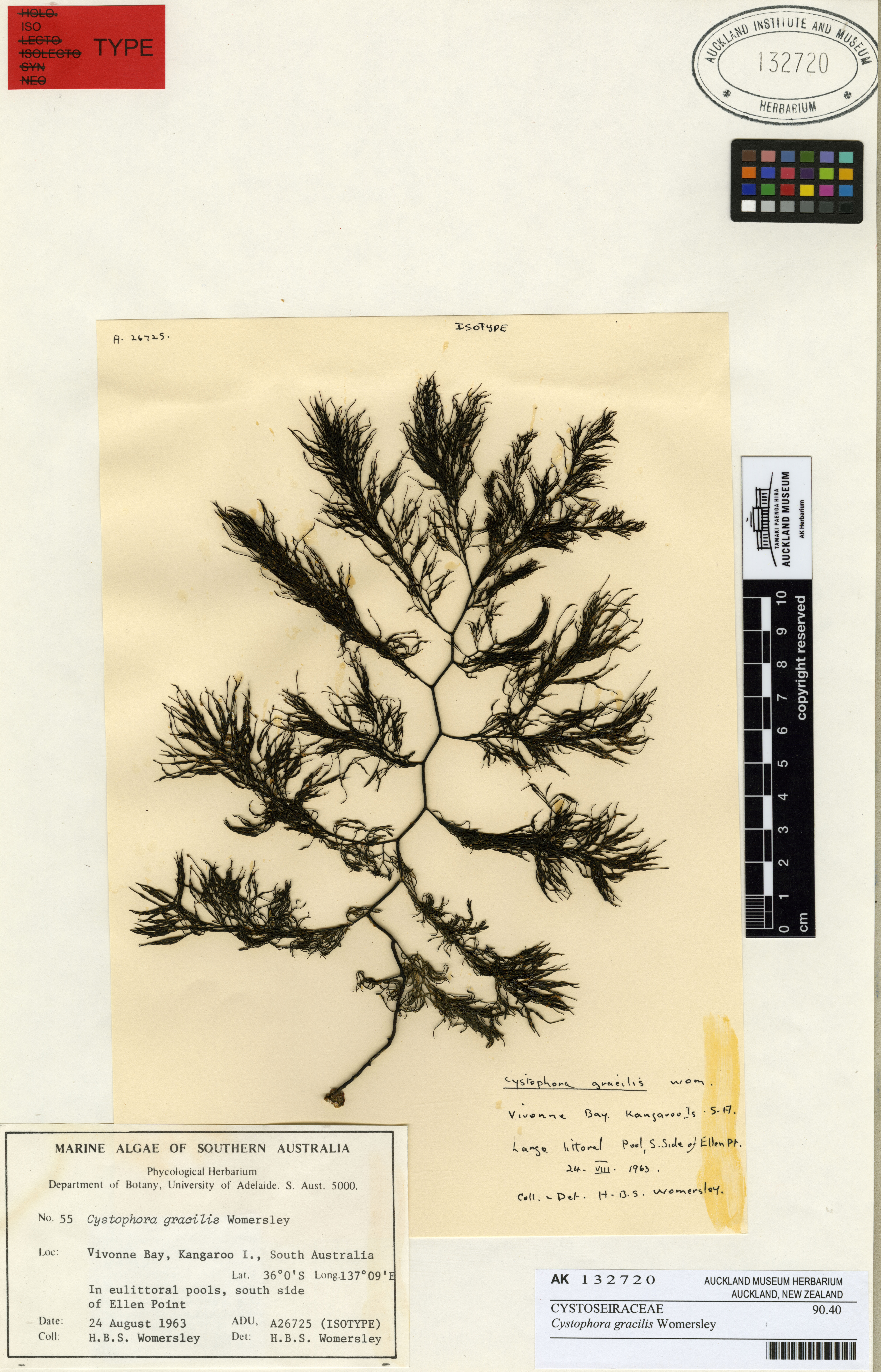
Cystophora gracilis, planche de l’herbier du Museum d’Auckland.
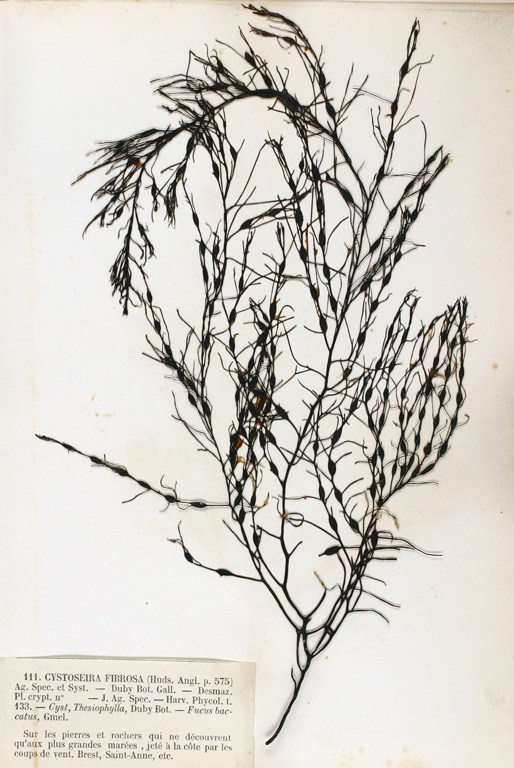
Cystoseira baccata, planche de l’herbier des frères Pierre-Louis et Hippolyte-Marie Crouan.
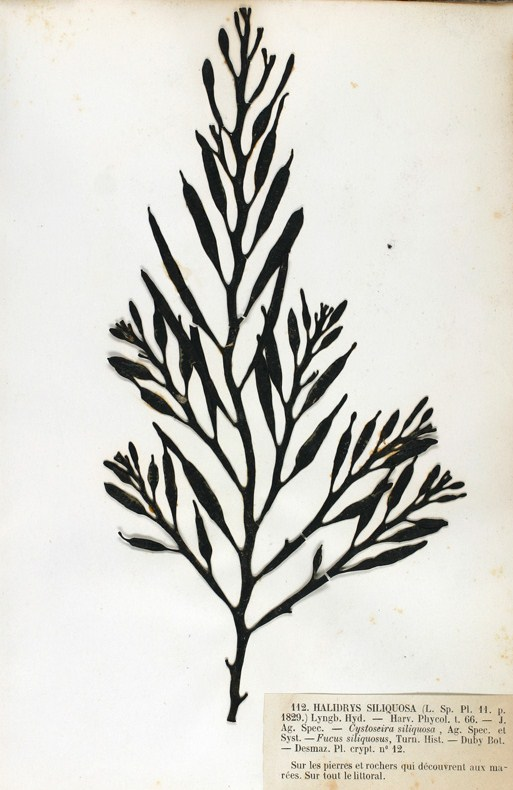
Halidrys siliquosa, planche de l’herbier des frères Pierre-Louis et Hippolyte-Marie Crouan.
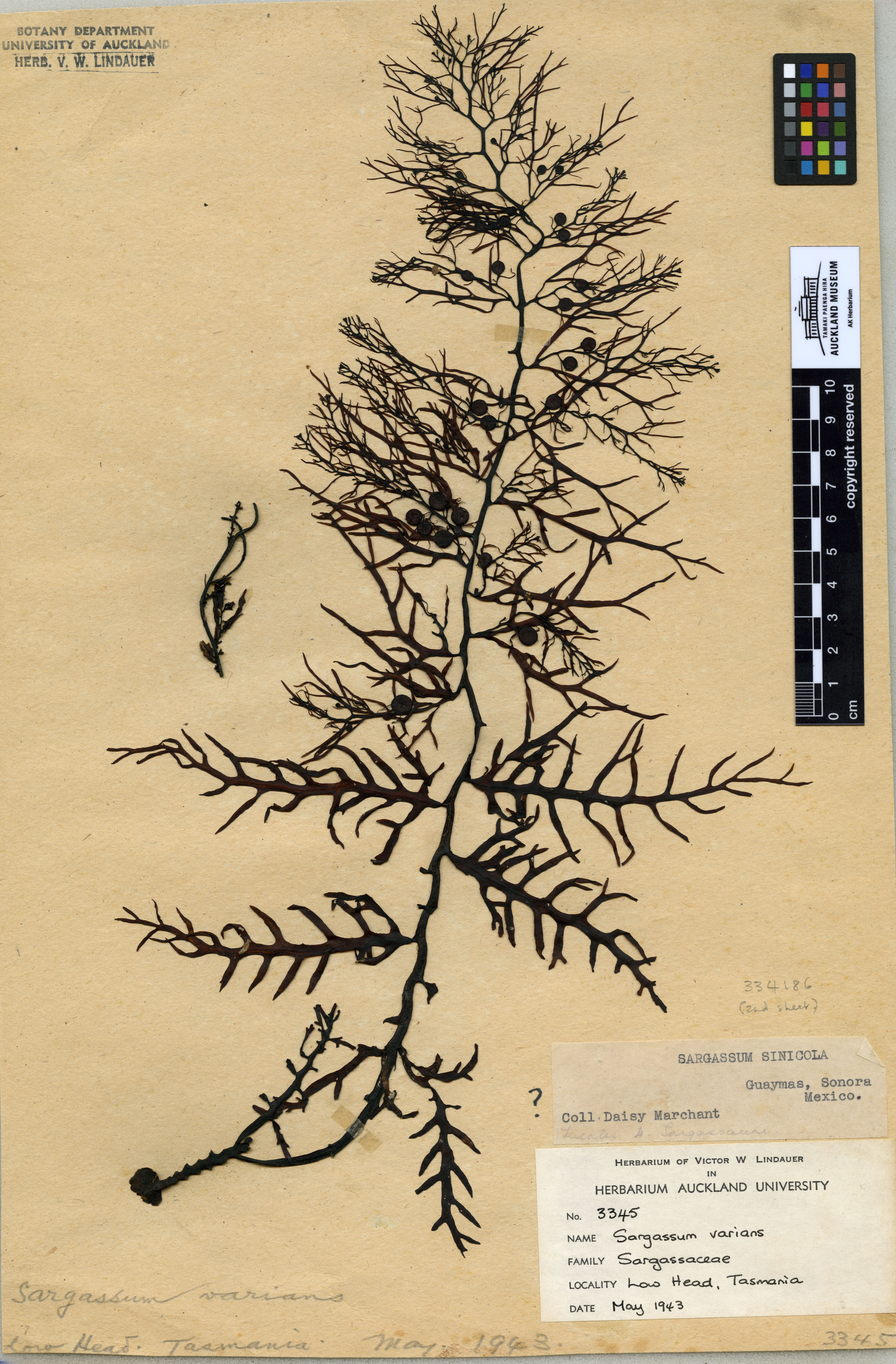
Phyllotricha varians, planche de l’herbier du Museum d’Auckland.
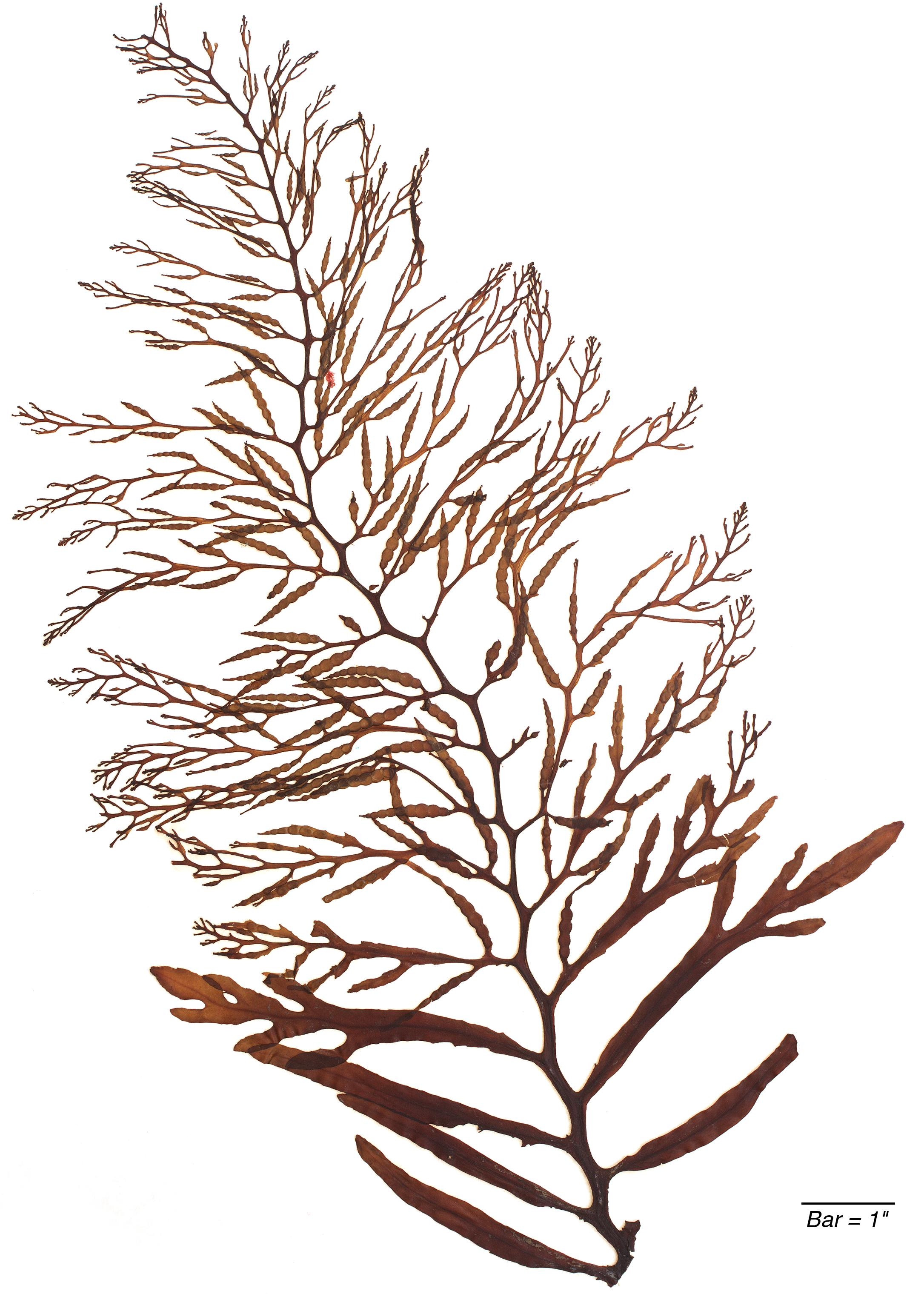
Stephanocystis osmundacea, planche d’herbier.
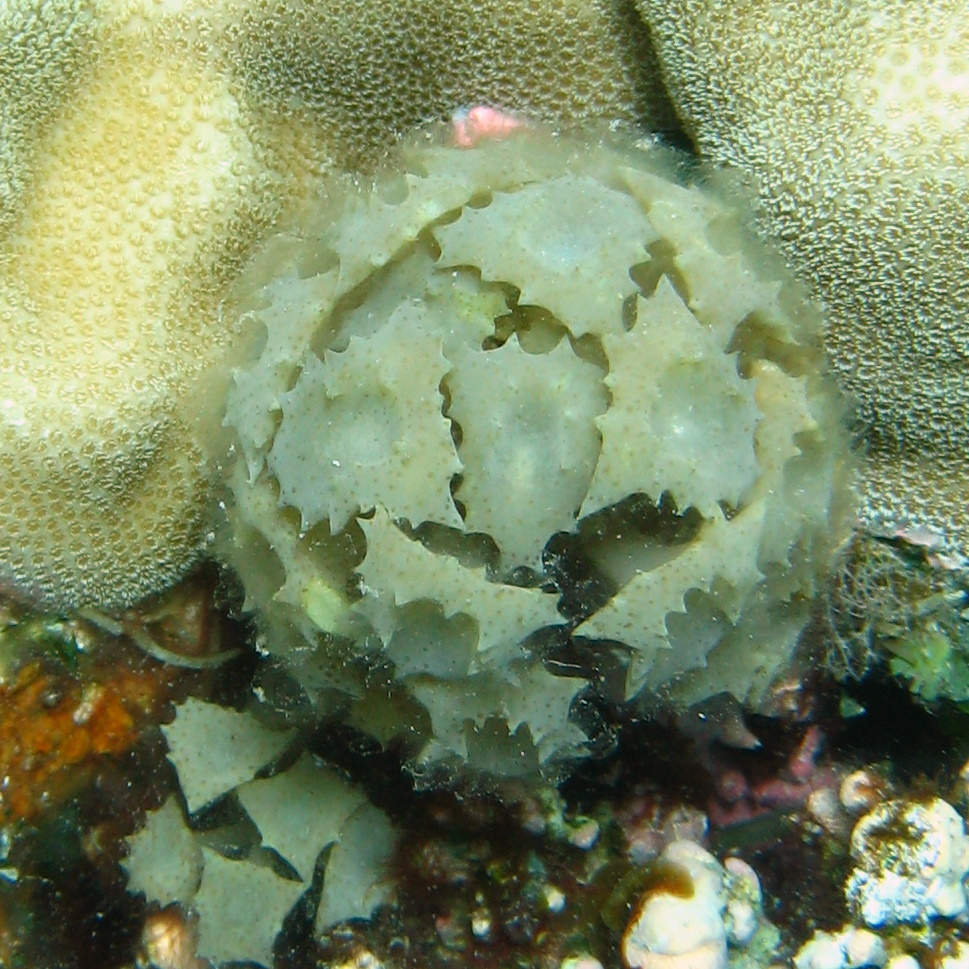
Photographie de Turbinaria triquetra.